# Hervormde kerk (Acquoy)
De Hervormde kerk is een kerkgebouw in het Nederlandse dorp Acquoy, provincie Gelderland. De kerk bestaat uit een 19e-eeuws schip en een losstaande, 15e-eeuwse toren. De kerk wordt gebruikt door de Hervormde Gemeente Acquoy.

## Geschiedenis
De oudste vermelding van een kerk dateert uit 1395 en betreft de kerkenlijst van de Utrechtse Dom. De kerk was gewijd aan de heilige Catharina, hetgeen zou kunnen wijzen op een stichting vóór 1371: tot die datum was Acquoy namelijk in bezit van het geslacht Voorne en zij hadden een voorkeur voor Catharina als schutspatrones.
De kerktoren verzakte reeds bij de bouw in de 15e eeuw. Er is geprobeerd om dit direct te corrigeren, waardoor er een knik in de toren zit.
Bij de hevige storm van 1674 is een deel van de toren en de kerk ingestort. De toren zou nog tot in de 18e eeuw drie geledingen kennen, maar de derde geleding is uiteindelijk afgebroken. In 1844 werden de restanten van de kerk gesloopt en vervangen door nieuwbouw. Hierbij kwam de toren los te staan van de kerk.
In 1956-1958 is de toren gerestaureerd. De kerk kreeg in 1993 een restauratie.

## Beschrijving
De vrijstaande, bakstenen toren is in de 15e eeuw gebouwd in de stijl van de Kempische gotiek en kent twee geledingen. De opvallend scheefstaande toren - zij staat 1,15 meter uit het lood - heeft overhoeks gelede steunberen. Aan de noordzijde is een traptoren aangebracht. De waterlijsten en toten zijn van tufsteen. De pinakels zijn uit mergelsteen gehouwen. De door Willem III geschonken kerkklok is tijdens de Tweede Wereldoorlog door de Duitse bezetter afgevoerd. In 1948 is een nieuwe kerkklok gegoten.
De oorspronkelijk tweebeukige middeleeuwse kerk is in 1844 vervangen door het huidige bakstenen zaalkerkje. De preekstoel, het doophek en de banken dateren eveneens uit 1844. Het orgel is in 1996 gebouwd.
De gepleisterde consistoriekamer is in de 18e eeuw gebouwd.

## Trivia
- Door de scheefstand van de toren wordt deze ook wel de ‘Betuwse toren van Pisa’ genoemd.
- Op het kerkhof is het graf te vinden van Cornelia Pisa, echtgenote van een van de predikanten.[2]